# Thutmose (scultore)
Thutmose (fl. 1340 a.C. ± 50 anni) è stato un capo-scultore egizio durante il tardo periodo del regno di Akhenaton, faraone della XVIII dinastia egizia.

## Scoperta
Nel dicembre 1912 una spedizione archeologica tedesca rinvenne, durante dei lavori di scavo tra le rovine di Akhetaton - la città voluta da Akhenaton - un edificio (etichettato come P 47) che venne interpretato come l'abitazione e il laboratorio di uno scultore.
Tra un cumulo di rifiuti nel cortile dell'abitazione venne ritrovato un oggetto in avorio recante inciso il nome
| G26 | F31 | s |

Thoth-ms-s
 seguito dai titoli di Favorito del Re e Maestro dei lavori. Come conseguenza di tale ritrovamento, la casa e lo studio annesso vennero attribuiti a questo personaggio.

## Opere
Tra i vari oggetti d'arte scultorea recuperati dalle stanze del laboratorio, quello di gran lunga più conosciuto è il celebre busto policromo della Grande Sposa Reale Nefertiti, ritenuto un modello originale destinato ad altri scultori perché ne facessero delle copie.
Oltre a questo famoso busto, vennero ritrovati una ventina di calchi in stucco di volti e di teste; in alcune di queste opere sono stati identificati svariati membri della famiglia reale tra cui Akhenaton stesso, l'altra sua moglie Kiya, il padre Amenhotep III ed il funzionario e futuro faraone Ay.
Un paio di pezzi rinvenuti nel laboratorio ritraggono nobildonne visibilmente avanti con gli anni: un caso assai insolito nell'arte egizia, dove queste venivano normalmente idealizzate come bellissime giovani a prescindere dalla loro reale età. Uno dei volti di stucco rappresenta una donna di una certa età con profonde rughe sulla fronte, pieghe all'estremità degli occhi e vere e proprie "borse" sotto a questi. Questo pezzo è stato descritto come avente "una varietà di rughe maggiore di qualunque altra rappresentazione di nobildonna dell'antico Egitto".
Nel laboratorio si rinvenne anche una statuetta rappresentante una non più giovane Nefertiti, raffigurata con il ventre cascante, le cosce ingrossate e una linea curva alla base dell'addome, quasi a voler dare conferma dei numerosi bambini che la regina diede alla luce, forse per trasmettere un'idea di fertilità.
Molte delle opere attribuite a Thutmose sono oggi esposte all'Ägyptisches Museum und Papyrussammlung di Berlino, al Museo egizio del Cairo e al Metropolitan Museum of Art di New York.

## Galleria d'immagini

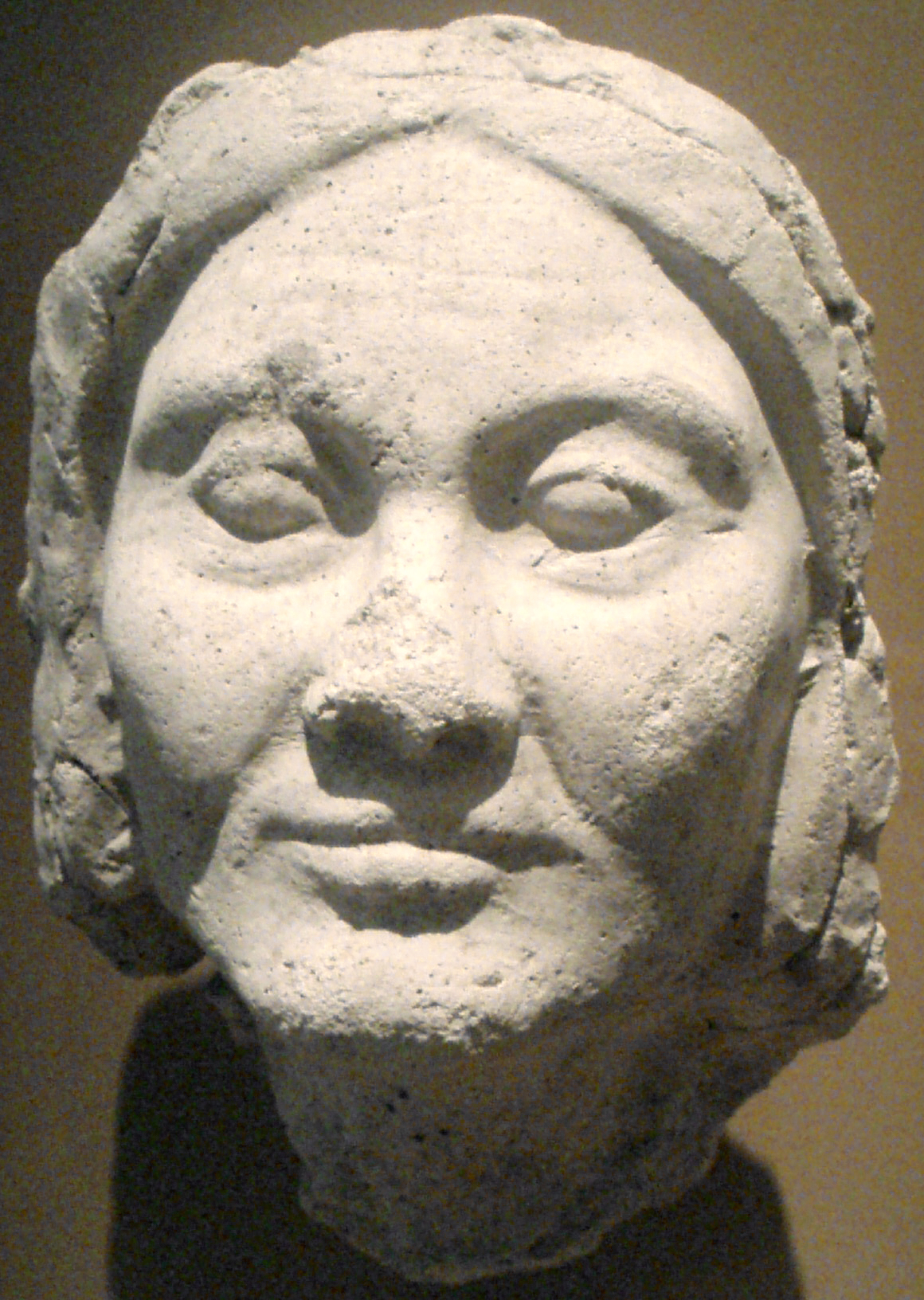
Volto in stucco di un'anziana donna, databile tra il 14º-17º anno di regno di Akhenaton. Berlino, Ägyptisches Museum und Papyrussammlung.
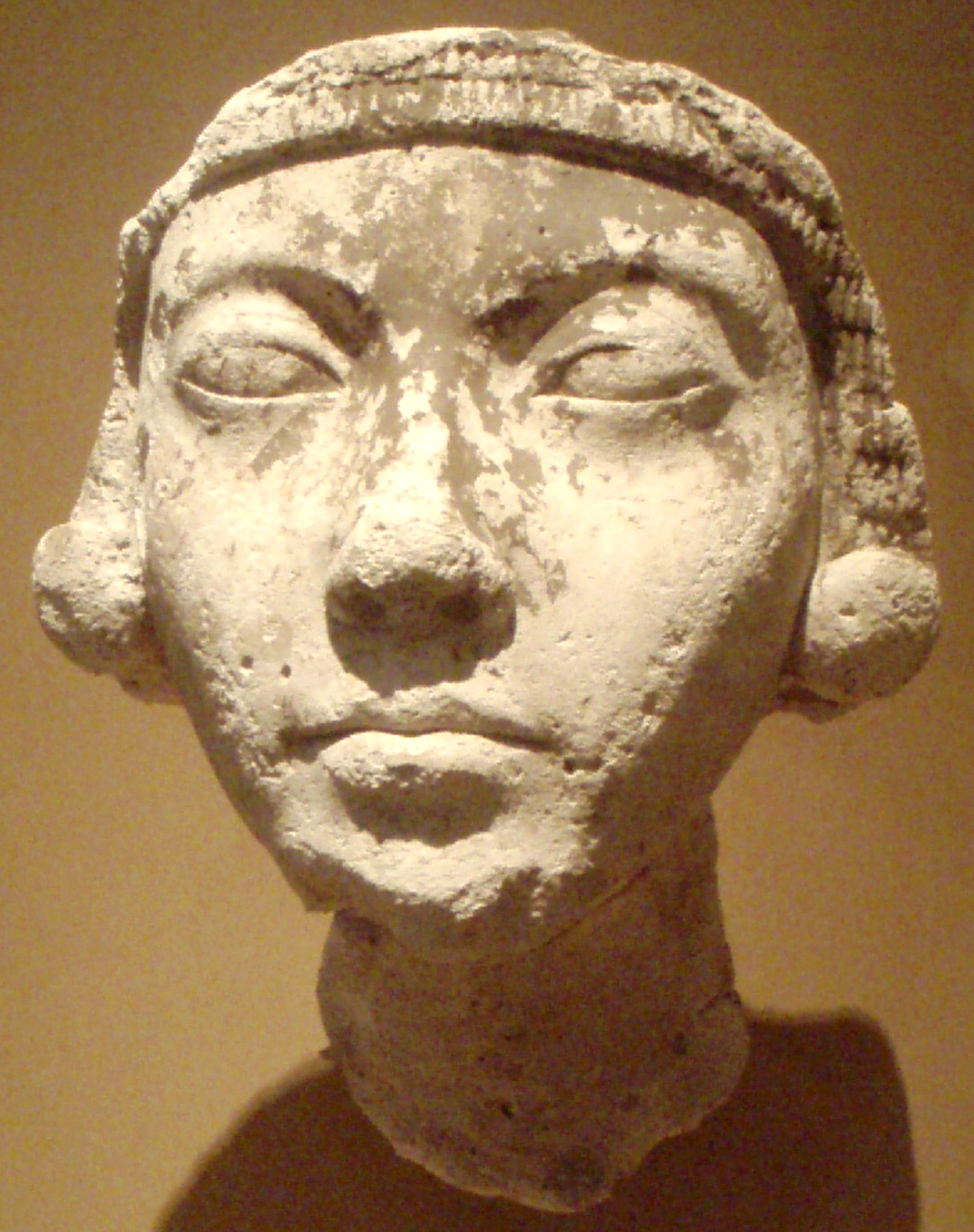
Volto in stucco di giovane donna (forse Kiya, una sposa di Akhenaton), databile al tardo regno di Akhenaton. New York, Metropolitan Museum of Art.
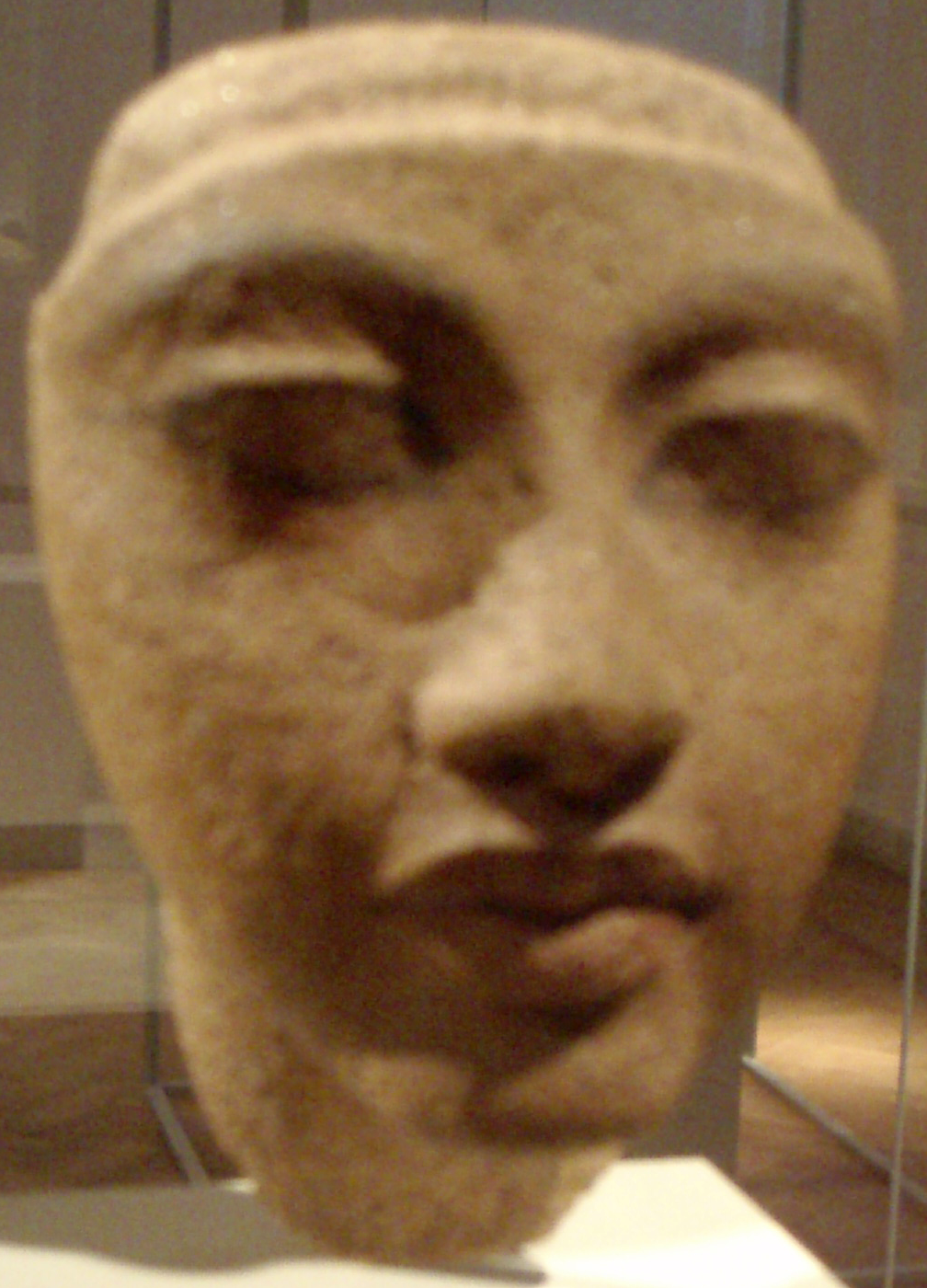
Ritratto che si ritiene rappresenti Kiya. Berlino, Ägyptisches Museum und Papyrussammlung.
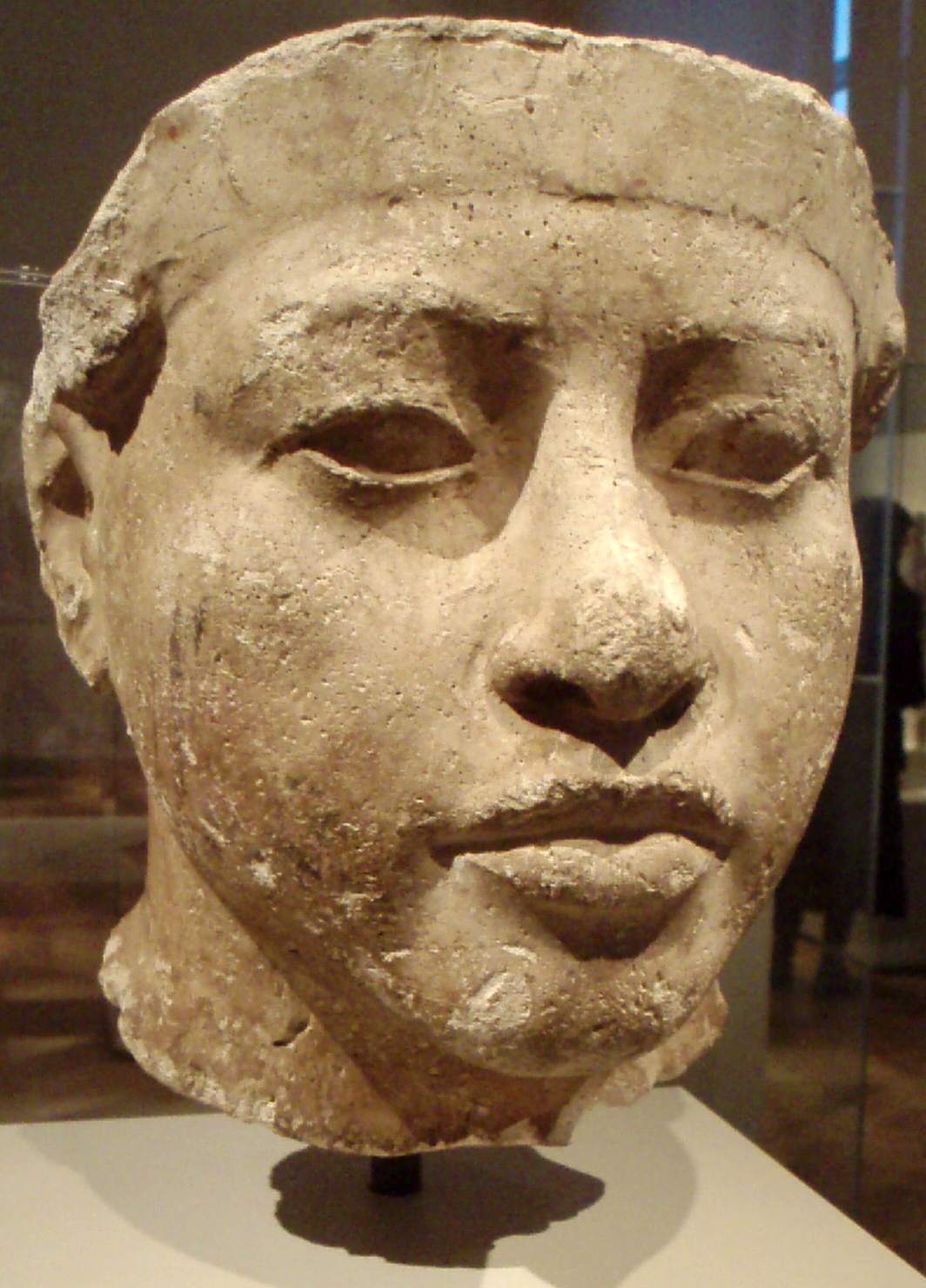
Ritratto che si ritiene rappresenti Amenhotep III, il padre di Akhenaton. Berlino, Ägyptisches Museum und Papyrussammlung.
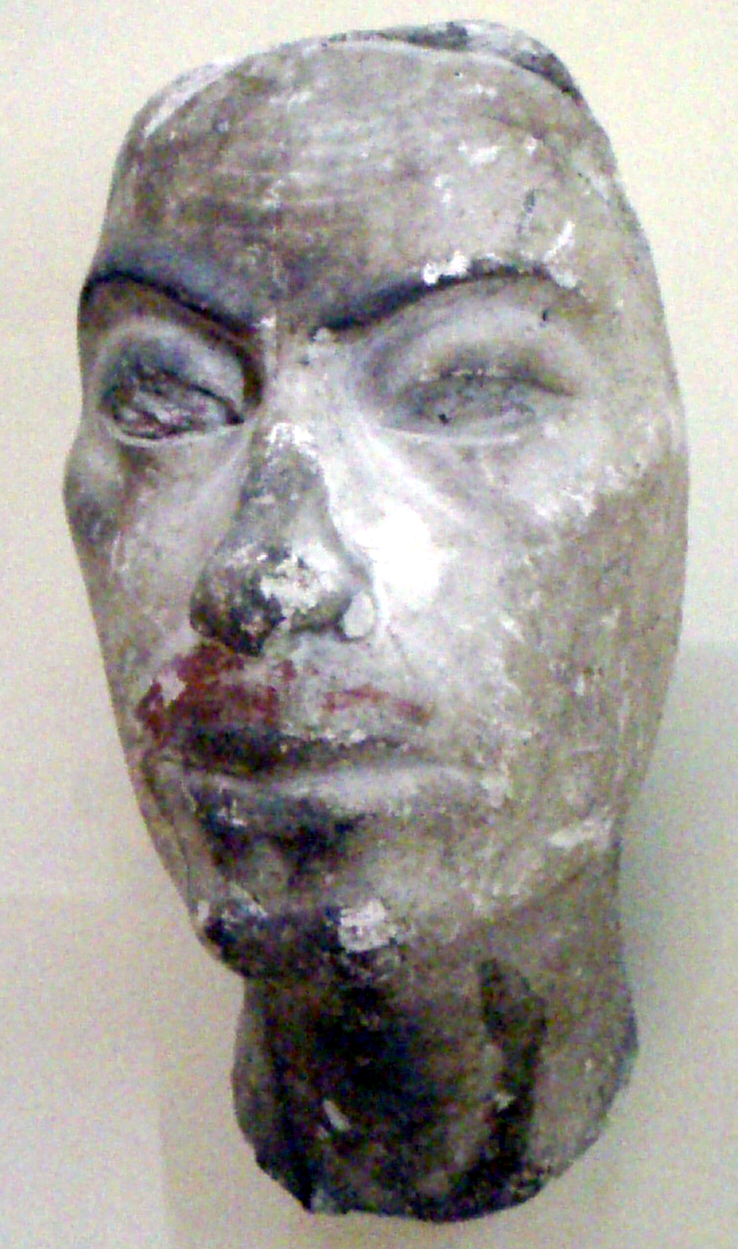
Ritratto in stucco ritenuto rappresentare Ay, che diventerà faraone verso la fine della dinastia. Berlino, Ägyptisches Museum und Papyrussammlung.
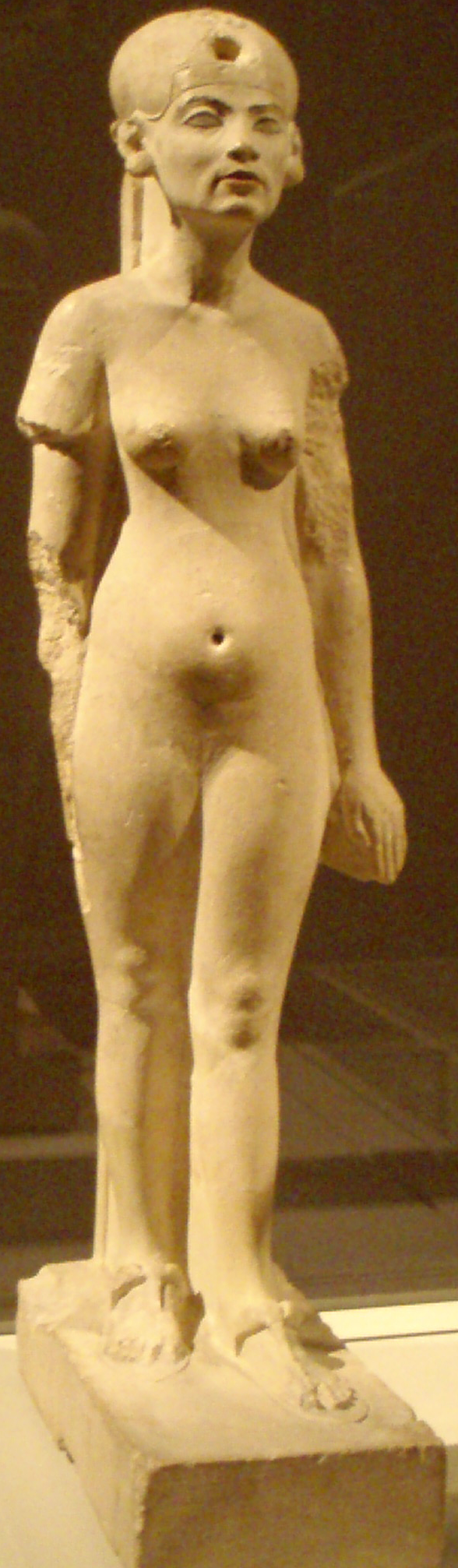
Statuetta in pietra calcarea di Nefertiti. Berlino, Ägyptisches Museum und Papyrussammlung.
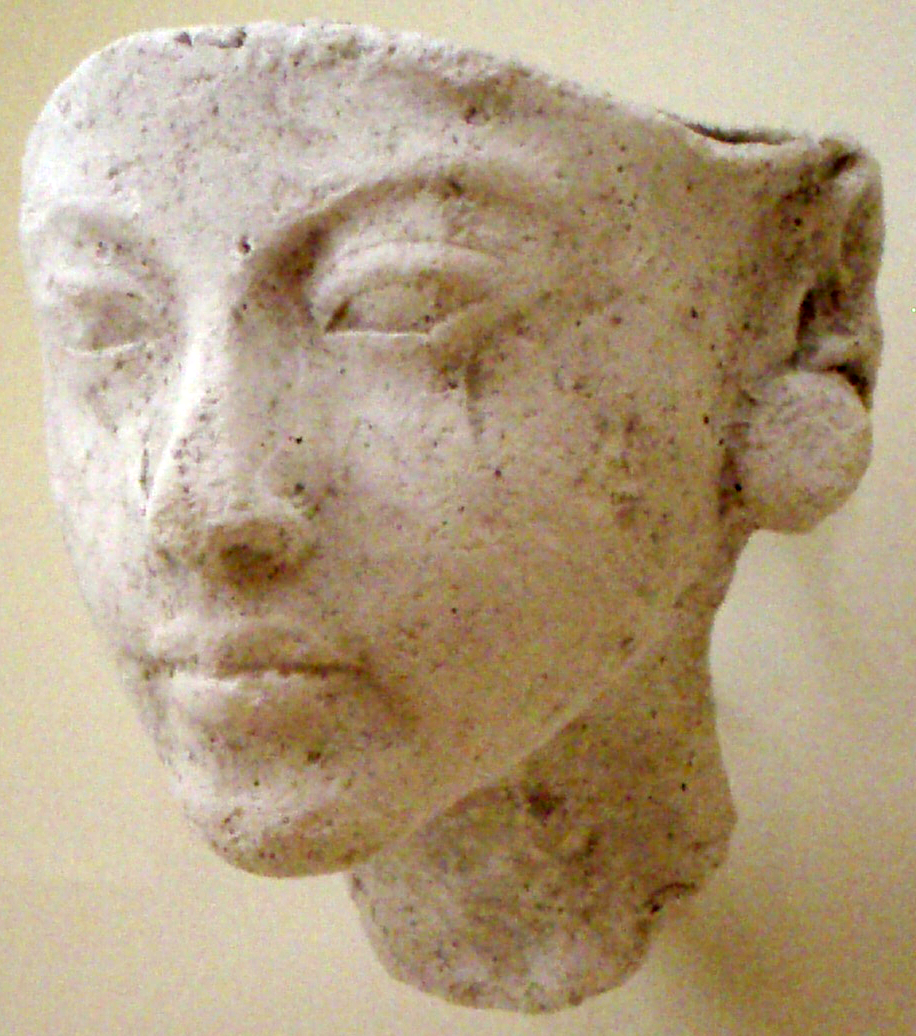
Ritratto in stucco attribuito a Nefertiti. Berlino, Ägyptisches Museum und Papyrussammlung.
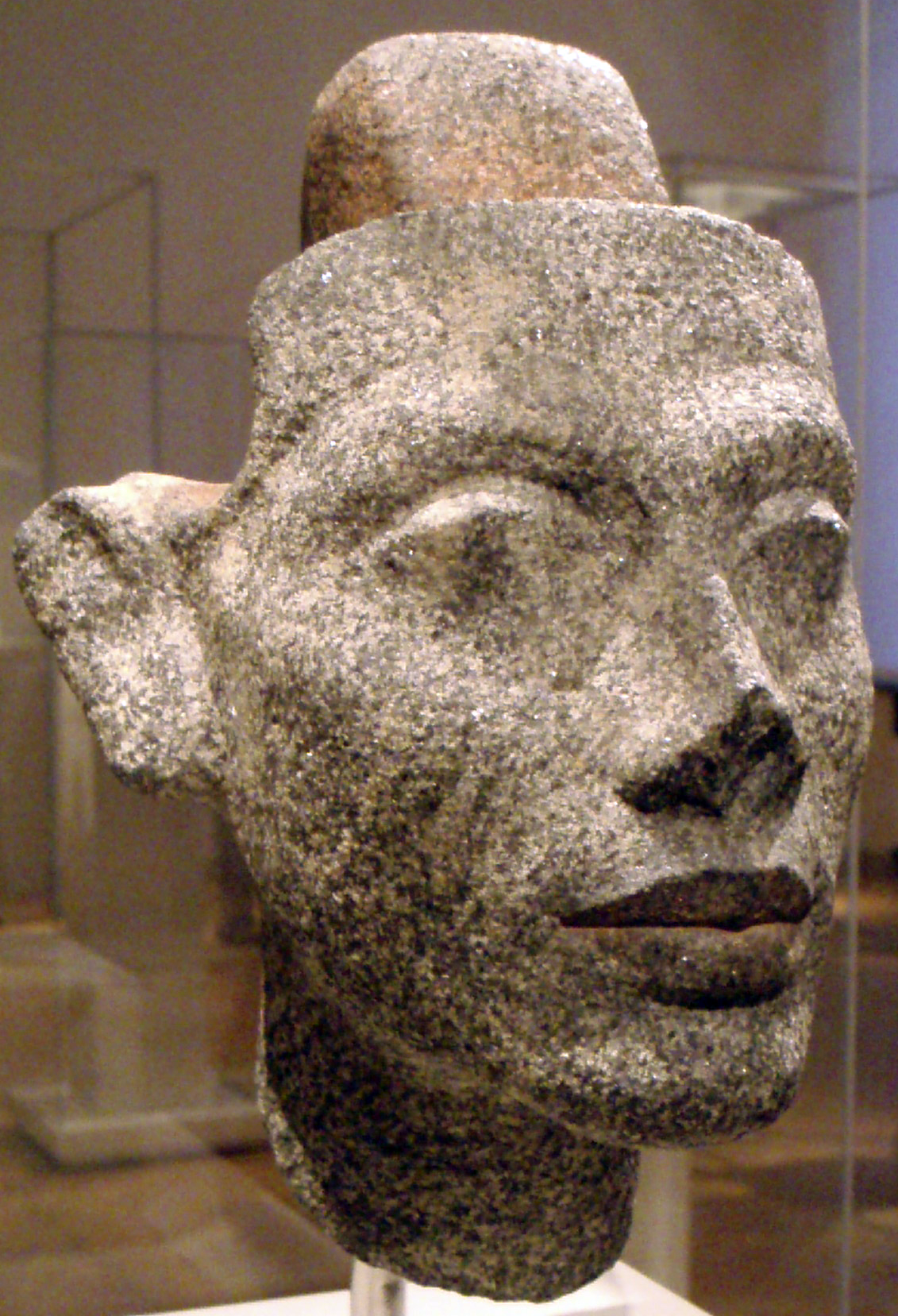
Testa in granito di Nefertiti. Berlino, Ägyptisches Museum und Papyrussammlung.